# Saint-Barthélemy (Vaud)
Saint-Barthélemy es una comuna suiza del cantón de Vaud, situada en el distrito de Gros-de-Vaud. Limita al norte con la comuna de Goumoëns, al este con Echallens, al sureste con Assens, al sur con Bioley-Orjulaz, al suroeste con Bettens, y al oeste con Oulens-sous-Echallens.
La comuna formó parte hasta el 31 de diciembre de 2007 del distrito de Echallens, círculo de Echallens.